# 东小口地区
东小口地区是中华人民共和国北京市昌平区下辖的一个地区办事处，同时保留东小口镇名称，其行政事务机构实行“一套人马，两块牌子”的体制，地区办事处与镇政府合署办公。
2012年12月31日，正式从原东小口地区分离出了天通苑北、天通苑南和霍营三个街道。

## 行政区划
东小口地区目前下辖以下村级单位：
九台社区、都市芳园社区、森林大第家园社区、贺家村、东小口村、中滩村、芦家村、单家村、店上村、兰各庄村、半截塔村、魏窑村、小辛庄村和马连店村